# Артър Хейли
Артър Хейли (на английски: Arthur Hailey) е британско-канадски писател, прекарал по-голямата част от живота си в Канада, САЩ и Бахамските острови. Известен е като автор на остросюжетни популярни романи.

## Биография
Артър Хейли е роден в Лутън, Англия. Служи в Кралските военновъздушни сили от началото на Втората световна война през 1939 г. до 1947 г., когато се мести да живее в Канада.
След като известно време работи като журналист на непълен работен ден става писател, окуражен от успеха на телевизионната му драма „Полет в опасност“, която привлича голям зрителски интерес и по пиесата е отпечатана книга.
През 50-те години Артър Хейли заминава за САЩ, където написва 10 романа, които се превръщат в бестселъри. Романите му са продадени са в 200 милионен тираж и са преведени на 38 езика в над 40 страни по целия свят.
Преди да започне да работи върху произведенията си писателят си води подробни бележки и събира достоверни материали и източници. Така например, преди да напише романа „Хотел“, Хейли изчита цялата информация, посветена на хотелската индустрия, която успява да намери, стараейки се да предаде по-реалистично и автентично атмосферата в хотелиерския бранш. Романите му „Летище“, „Окончателна диагноза“, „Колела“, „Банкери“, „Вечерни новини“ описват живота на обикновените хора, трудностите, с които се сблъскват в ежедневието си и героичния начин, по който преодоляват несгодите, които съдбата им поднася.
В последната му книга „Детективи“, написана през 1997 г., главният герой, който е сериен убиец, решава преди да седне на електрическия стол да разголи душата си пред детектив Малкълм, вместо да отнесе тъмните си тайни в отвъдното.
Критиците му отхвърлят творбите му като сковани, с накъсана сюжетна линия, но неговите почитатели ги опровергават, класирайки произведенията му като №1 по продажби.
След успеха на книгата му „Хотел“, през 1965 г. той се премества да живее в Калифорния, а през 1969 г. заминава за Бахамските острови, за да избегне високите канадски и американски данъци.
Последните години от живота си прекарва заедно с втората си съпруга Шийла. Двамата живеят в луксозен жилищен комплекс на остров Ню Провидънс на Бахамите. Има четирима внуци: Пол Хейли, Ема Хейли, Райън Хейли и Кристофър Хейли.

## Награди и номинации
- 1956 г.: награда „Canadian Council of Authors and Artists award“
- 1957 г.: награда „Best Canadian TV Playwright award“
- 1958: награда „Best Canadian TV Playwright award“
- 1958 г.: номинация за наградата „Primetime Emmy Awards“ в категорията „Best Teleplay Writing – One Hour or More“ за епизода „No Deadly Medicine“ от сериала „Studio One“ (1948)
- 1962 г.: награда „Doubleday Prize Novel award“